# 감시 (의학)

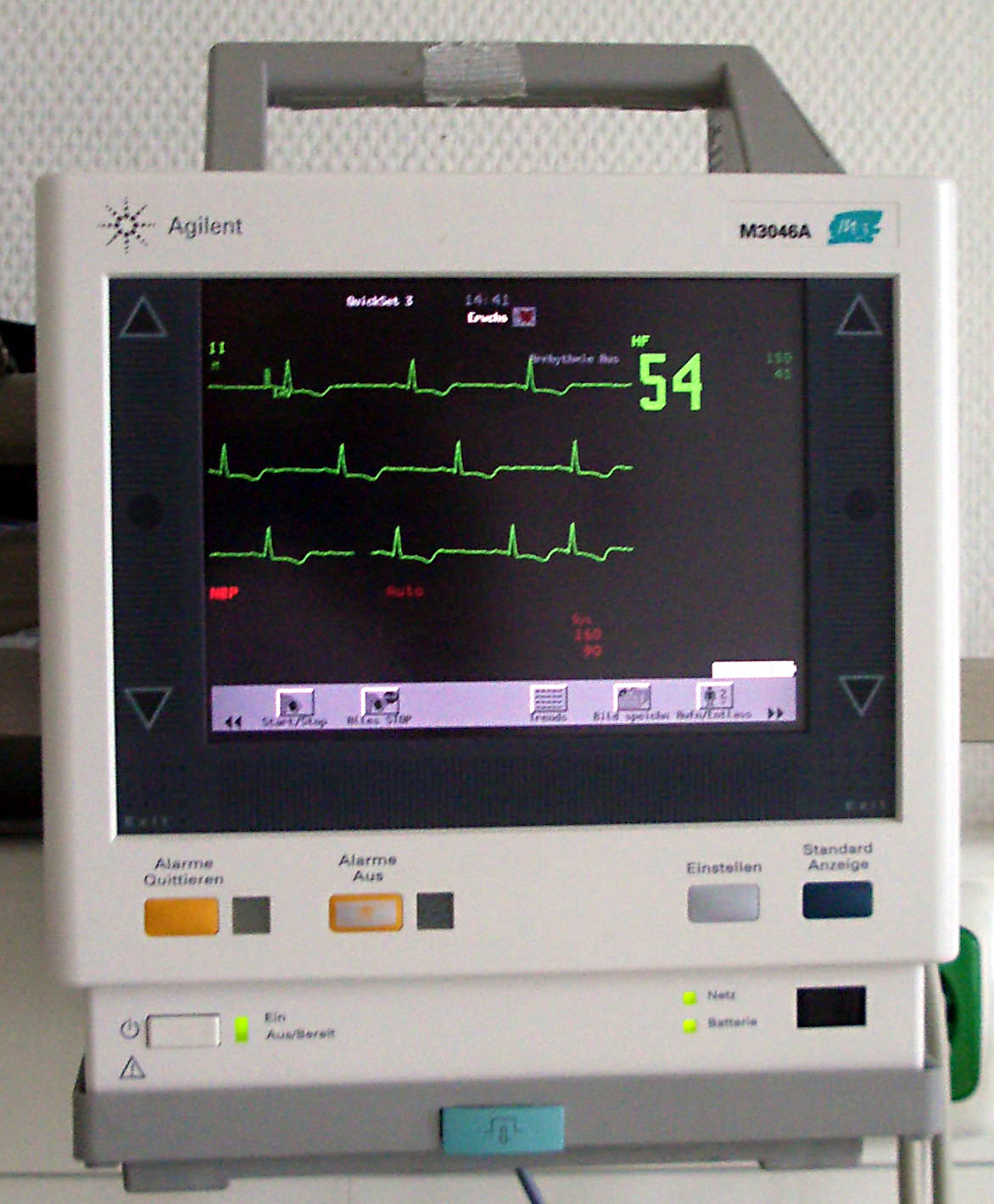
마취 시 쓰이는 의학 감시장치의 표시 장치.

의학에서 감시(monitoring, 모니터링)는 시간이 지남에 따라 질병, 상태 또는 하나 이상의 의학적 매개 변수를 관찰하는 것이다.
이 문서에서는 바이털 사인 모니터, 생체 정보 모니터, 임상 모니터 (medical monitor, patient monitor) 등으로 불리는 것에 대해 쓴다.

## 개요
사람의 활력 징후를 감시하는 장치이다. 심전도·심박수, 혈압, 체온 등의 활력 징후를 감시해 (=계속 측정·기록), 환자 상태가 비정상으로 되었을 때에는 알람 소리 등으로 알린다. 최근에는 펄스 옥시미터도 짜넣어진 장치가 많아졌다.
주로 병원 안에서 이용되고 있다. 수술실·집중 치료실·병실 등에서 이용된다.
역사와 여러 가지 호칭
1964년에 세계에 앞서 일본 광전 공업의 쿠보타 히로나미들에 의해 상품화되었다. 당시는 '베드사이드 모니터'라고 불리며 업계에서의 표준이었다.
'환자 감시장치'라고도 호칭되고 있었지만, 1999년 이후 그 부르는 법은 제지 당했다.
현재, 창시자 쿠보타 히로나미에 의해서 발안된 '바이털 사인 모니터'라는 명칭도 이용되고 있다. 학회에서는 '임상 모니터'라고도 불리고 있다. 또 병원 내에서는 단지 '모니터'라고 불리는 것이 많다.

## 주된 메이커
- 필립스
- GE요코가와메디컬
- 일본 광전 공업
- 후쿠다전자
- 오므론 헬스케어

## 같이 보기
- 펄스 옥시미터
- 심전도 감시장치
- 활력 징후
- 의료 기기

## 참고 문헌
- 생체 정보 모니터 개발사 쿠보타 히로나미 진흥교역 ㈜ 의학서 출판부 ISBN 4880037400
- 마취·주술기 관리에 도움이 되는 임상 모니터 기기의 지식과 사용법 가로수 아키요시, 카나야헌명진흥교 역 ㈜ 의학서 출판부 ISBN 4880037066 {{isbn}}의 변수 오류: 유효하지 않은 ISBN.
- 신ME기기 핸드북 전자 정보기술 산업 협회 코로나사 ISBN 4339072206